# Eriksson
Eriksson ist ein ursprünglich patronymisch gebildeter schwedischer Familienname mit der Bedeutung „Sohn des Erik“.

## Namensträger

### A
- Agneta Eriksson (* 1965), schwedische Schwimmerin
- Allan Eriksson (1894–1963), schwedischer Diskuswerfer
- Amalia Eriksson (1824–1923), schwedische Unternehmerin
- Anders Eriksson (Motorsportler) (* 1973), schwedischer Endurosportler
- Anders Eriksson (Eishockeyspieler) (* 1975), schwedischer Eishockeyspieler
- Anders Eriksson (Politiker), Politiker aus Åland
- Anders Eriksson (Astronom) (* 1965), schwedischer Astronom
- Anders Eriksson (Eishockeyspieler, 1985) (* 1985), schwedischer Eishockeyspieler
- Anders Eriksson (Tischtennisspieler) (* 1996), schwedischer Tischtennisspieler
- Anna Eriksson (* 1977), finnische Schlagersängerin
- Anna-Lisa Eriksson (1928–2012), schwedische Skilangläuferin
- Arne Eriksson (1916–1983), finnischer Fußballschiedsrichter
- Axel Eriksson (Maler) (1871–1924), schwedischer Maler
- Axel Eriksson (Ruderer) (1884–1975), schwedischer Ruderer
- Axel Eriksson (Leichtathlet) (1903–1960), schwedischer Langstreckenläufer
- Axel Wilhelm Eriksson (1846–1901), schwedischer Händler und Großwildjäger, siehe auch Grab des Axel Eriksson

### B
- Bengt Eriksson (1931–2014), schwedischer Nordischer Kombinierer und Skispringer
- Birgitta Eriksson, schwedische Schwimmerin
- Bo Eriksson (1922–1982), schwedischer Fechter

### C
- Carl-Åke Eriksson (1934–2015), schwedischer Schauspieler
- Carl-Erik Eriksson (1930–2023), schwedischer Bobfahrer
- Carljohan Eriksson (* 1995), finnischer Fußballspieler
- Charlotta Eriksson (1794–1862), schwedische Schauspielerin
- Christofer Eriksson (* 1989), schwedischer Biathlet
- Claes Eriksson (* 1958), schwedischer Fußballtrainer und -funktionär

### D
- Dan-Ola Eriksson (* 1963), schwedischer Curler
- Daniel Eriksson (Bandyspieler) (* 1974), schwedischer Bandyspieler
- Daniel Eriksson (Musicaldarsteller) (* um 1980), schwedischer Musical-Darsteller
- Daniel Eriksson (* 1986), isländischer Eishockeyspieler, siehe Daniel Ädel
- Daniel R. Eriksson (* 1975), schwedischer Badmintonspieler

### E
- Erik Eriksson Ryning (1592–1654), schwedischer Admiral
- Erik Eriksson (Politiker) (1864–1939), schwedischer Politiker (Centerpartiet)
- Erik Eriksson (Schwimmer) (1879–1940), schwedischer Schwimmer
- Erik Eriksson (Leichtathlet) (1897–1975), finnischer Hammerwerfer
- Erik Eriksson (Autor) (1937–2021), schwedischer Journalist und Autor
- Eva Eriksson (* 1949), schwedische Kinderbuchillustratorin und -autorin
- Evelina Eriksson (* 1996), schwedische Handballspielerin

### F
- Fredrik Eriksson (* 1983), schwedischer Eishockeyspieler

### G
- Gösta Eriksson (Ruderer, 1900) (1900–1970), schwedischer Ruderer
- Gösta Eriksson (Ruderer, 1931) (1931–2024), schwedischer Ruderer
- Gunnar Eriksson (1921–1982), schwedischer Skilangläufer
- Gustav Eriksson (Skilangläufer) (* 1991), schwedischer Skilangläufer
- Gustav Hedenvind-Eriksson (1880–1967), schwedischer Schriftsteller

### H
- Håkan Eriksson (Eishockeyspieler) (* 1956), schwedischer Eishockeyspieler
- Håkan Eriksson (Orientierungsläufer) (* 1961), schwedischer Orientierungsläufer
- Håkan Eriksson (Rallyefahrer) (* 1962), schwedischer Rallyefahrer
- Hans Eriksson (Eishockeyspieler, 1932) (Hans Erik Lennart Eriksson; 1932–1971), schwedischer Eishockeyspieler
- Hans Eriksson (Eishockeyspieler, 1955) (1955–2015), schwedischer Eishockeyspieler
- Harald Eriksson (1921–2015), schwedischer Skilangläufer
- Henrik Eriksson (Skilangläufer) (* 1974), schwedischer Skilangläufer
- Henrik Eriksson (Tennisspieler), schwedischer Tennisspieler
- Henrik Eriksson (Eishockeyspieler, 1979) (* 1979), schwedischer Eishockeyspieler
- Henrik Eriksson (Eishockeyspieler, 1988) (* 1988), schwedischer Eishockeyspieler
- Henrik Eriksson (Eishockeyspieler, 1990) (* 1990), schwedischer Eishockeyspieler
- Henry Eriksson (1920–2000), schwedischer Leichtathlet
- Holmfrid Eriksson, schwedischer Radrennfahrer

### I
- Ingemar Eriksson (1950–2023), schwedischer Handballtrainer
- Inger Eriksson (* 1942), schwedische Eisschnellläuferin
- Ivar Eriksson (1909–1997), schwedischer Fußballspieler

### J
- Jacob Eriksson (* 1999), schwedischer Radrennfahrer
- Jakob Eriksson (1848–1931), schwedischer Pilzkundler
- Jan Eriksson (Eishockeyspieler) (* 1958), schwedischer Eishockeyspieler
- Jan Eriksson (Fußballspieler) (* 1967), schwedischer Fußballspieler
- Jens Eriksson (* 1987), schwedischer Skilangläufer
- Jerker Eriksson (* 1974), schwedischer Schriftsteller
- Jimmie Eriksson (Endurosportler), schwedischer Endurosportler
- Jimmie Eriksson (* 1980), schwedischer Eishockeyspieler, siehe Jimmie Ericsson
- Jimmy Eriksson (* 1991), schwedischer Automobilrennfahrer
- Joakim Eriksson (* 1976), schwedischer Eishockeyspieler
- Joel Eriksson (Eisschnellläufer) (* 1984), schwedischer Eisschnellläufer
- Joel Eriksson (Rennfahrer) (* 1998), schwedischer Automobilrennfahrer
- Joel Eriksson Ek (* 1997), schwedischer Eishockeyspieler
- Johan Eriksson (Schachspieler) (* 1973), schwedischer Schachspieler
- Johan Eriksson (Skispringer) (* 1985), schwedischer Skispringer
- John Eriksson (Politiker) (1915–1974), schwedischer Politiker
- John Eriksson (Mykologe) (1921–1995), schwedischer Pilzkundler
- John Eriksson (Fußballspieler) (1929–2020), schwedischer Fußballspieler
- John Eriksson (Musiker) (* 1974), schwedischer Musiker, Mitglied von Peter Bjorn and John
- Jonas Eriksson (Eishockeyspieler) (* 1969), schwedischer Eishockeyspieler
- Jonas Eriksson (Biathlet) (* 1970), schwedischer Biathlet
- Jonas Eriksson (Schiedsrichter) (* 1974), schwedischer Fußballschiedsrichter
- Jonas Eriksson (Skilangläufer) (* 1997), schwedischer Skilangläufer
- Jörgen Eriksson (* 1971), schwedischer Eishockeyspieler

### K
- Karel Eriksson (* 1988), schwedischer Jazzmusiker
- Kenneth Eriksson (* 1956), schwedischer Rallye-Fahrer
- Kjell Eriksson (* 1953), schwedischer Autor, Politiker und Gärtner

### L
- Lars Eriksson (* 1965), schwedischer Fußballtorhüter
- Lars-Börje Eriksson (* 1966), schwedischer Skirennläufer
- Lasse Eriksson (1949–2011), schwedischer Komiker
- Leif Eriksson (um 970–um 1020), isländischer Entdecker
- Leif Eriksson (Fußballspieler) (* 1942), schwedischer Fußball- und Bandyspieler
- Lena Eriksson (* 1971), Schweizer Künstlerin
- Lennart Eriksson (Ringer) (1939–2017), schwedischer Ringer
- Lennart Eriksson (Handballspieler) (* 1944), schwedischer Handballspieler
- Lester Eriksson (1942–2021), schwedischer Schwimmer
- Liss Eriksson (1919–2000), schwedischer Bildhauer
- Loui Eriksson (* 1985), schwedischer Eishockeyspieler
- Louise Eriksson (* 1991), schwedische Badmintonspielerin
- Lucas Eriksson (* 1996), schwedischer Radrennfahrer

### M
- Magdalena Eriksson (* 1993), schwedische Fußballspielerin
- Magnus Eriksson, bürgerlicher Name von Magnus II. (Schweden) (1316–1374), schwedischer und norwegischer König
- Magnus Eriksson (Eishockeyspieler, 1973) (* 1973), schwedischer Eishockeyspieler
- Magnus Eriksson (Eishockeyspieler, 1979) (* 1979), schwedischer Eishockeyspieler
- Magnus Eriksson (Fußballspieler) (* 1990), schwedischer Fußballspieler
- Marcus Eriksson (Eishockeyspieler, 1985) (* 1985), schwedischer Eishockeyspieler
- Marcus Eriksson (Eishockeyspieler, 1990) (* 1990), luxemburgischer Eishockeyspieler
- Marcus Eriksson (Basketballspieler) (* 1993), schwedischer Basketballspieler
- Markus Eriksson (* 1989), schwedischer Tennisspieler
- Mats E. Eriksson, schwedischer Paläontologe
- Mauritz Eriksson (1888–1947), schwedischer Sportschütze
- Mia Eriksson (* 1987), schwedische Skilangläuferin

### N
- Niklas Eriksson (* 1969), schwedischer Eishockeyspieler

### O
- Olof Eriksson (1911–1987), finnischer Heraldiker
- Oscar Eriksson (Sportschütze) (1889–1958), schwedischer Sportschütze
- Oscar Eriksson-Elfsberg (* 1993), schwedischer Unihockeyspieler
- Oskar Eriksson (* 1991), schwedischer Curler
- Ove Erik Eriksson (* 1935), schwedischer Pilzkundler

### P
- Per Eriksson (Biathlet) (* 1979), schwedischer Biathlet
- Per Axel Eriksson (1925–2016), schwedischer Zehnkämpfer
- Peter Eriksson (Politiker) (* 1958), schwedischer Politiker
- Peter Eriksson (Reiter) (Ulf Peter Tobias Eriksson; * 1959), schwedischer Springreiter
- Peter Eriksson (Segler) (Björn Peter Eriksson; * 1960), schwedischer Segler
- Peter Eriksson (Leichtathlet) (* 1964), schwedischer Sprinter
- Peter Eriksson (Eishockeyspieler) (Peter Gösta Nicklas Eriksson; * 1965), schwedischer Eishockeyspieler
- Peter Eriksson (Fußballspieler) (* 1969), schwedischer Fußballspieler
- Philip Eriksson, kanadischer Biathlet

### R
- Robert Eriksson (* 1974), norwegischer Politiker
- Roland Eriksson (* 1954), schwedischer Eishockeyspieler

### S
- Sabina Eriksson (* 1967), schwedische Mörderin von Glenn Hollinshead aus Fenton, siehe Ursula und Sabina Eriksson
- Sandra Eriksson (* 1989), finnische Hindernisläuferin
- Sara Eriksson (Ringerin) (* 1974), schwedische Ringerin
- Sara Eriksson (Handballspielerin) (* 1981), schwedische Handballspielerin
- Sebastian Eriksson (* 1989), schwedischer Fußballspieler
- Sofia Eriksson (* 1979), schwedische Fußballspielerin
- Stefan Eriksson (Diplomat) (* 1962), schwedischer Diplomat
- Stefan Eriksson (Tennisspieler) (* 1963), schwedischer Tennisspieler
- Sten Eriksson (* 1935), schwedischer Biathlet
- Sune Eriksson (* 1939), finnischer Politiker, Chefminister von Åland
- Sven Eriksson (1919–2009), schwedischer Speerwerfer, siehe Sven Daleflod
- Sven Eriksson (Sven Ivan Eriksson; 1907–1992), schwedischer Skisportler, siehe Sven Selånger
- Sven-Göran Eriksson (1948–2024), schwedischer Fußballtrainer

### T
- Thomas Eriksson (Radsportler) (* 1957), schwedischer Radsportler
- Thomas Eriksson (Skilangläufer) (* 1959), schwedischer Skilangläufer
- Thomas Eriksson (Eishockeyspieler) (* 1959), schwedischer Eishockeyspieler
- Thomas Eriksson (Leichtathlet) (* 1963), schwedischer Leichtathlet
- Thomas Eriksson (Musiker), schwedischer Sänger und Gitarrist
- Tomas Eriksson (* 1962), schwedischer Fahrsportler
- Tomy Eriksson, schwedischer Poolbillardspieler
- Torbjörn Eriksson (* 1971), schwedischer Sprinter
- Tore Eriksson (1937–2017), schwedischer Biathlet

- Ture Eriksson (Ritter) († 1533 oder 1534), schwedischer Ritter
- Ture Eriksson (Schriftsteller) (1919–1965), schwedischer Schriftsteller

### U
- Ulf Eriksson (Schiedsrichter) (* 1942), schwedischer Fußballschiedsrichter
- Ulf Eriksson (Dichter) (* 1958), schwedischer Dichter und Schriftsteller
- Ulf Eriksson (Fußballspieler) (* 1958), schwedischer Fußballspieler
- Ursula Eriksson (* 1967), schwedische Mörderin, siehe Ursula und Sabina Eriksson

### V
- Veronica Eriksson (* 1971), schwedische Leichtathletin
- Viveka Eriksson (* 1956), finnische Politikerin (Liberalerna på Åland)